# Три возраста женщины
«Три возраста женщины» (нем. Die drei Lebensalter der Frau) — картина австрийского художника Густава Климта. В 1908 году вместе с ещё полутора десятками работ Климта «Три возраста женщины» демонстрировались на Венской художественной выставке. В 1911 году картина «Три возраста женщины» удостоилась золотой медали на международной выставке в Риме, а в 1912 году картина была приобретена римской Национальной галереей современного искусства.

## Описание
Полотно посвящено одной из центральных тем в творчестве художника — цикличности жизни. Противопоставление молодости и старости художник выразил стилистическими контрастами и различиями в восприятии действительности. С одной стороны, молодая женщина со спящим ребёнком на руках — «секуляризированная Мадонна», по выражению искусствоведа Евы ди Стефано, сама погружённая в состояние, похожее на сон, пассивная, стилизованная, погружённая в орнаментальный фон полотна. С другой стороны, изображённая в профиль старуха, в отчаянии прикрывающая лицо. Образ старухи на картине Климта основан на скульптуре Огюста Родена «Старая куртизанка». Климт описывает не только стадии жизни, но и разные аспекты женственности. Контраст между стилизованным изображением молодой женщины и натуралистическим образом старухи приобретает символический смысл: первая фаза жизни несёт с собой бесконечные возможности и метаморфозы, последняя — неизменное единство, в котором невозможно избежать конфронтации с действительностью. Первая фаза несёт мечту, последняя — её невозможность.
Как и в «Поцелуе», фигуры, изображённые на полотне, объединяет фаллический символ. Если в «Поцелуе» присутствуют и женский, и мужской пол, в «Трёх возрастах» идентификация художника происходит исключительно через различные стадии женственности: через регрессивную гармонию и её альтер эго — угрозы возраста и биологического распада, приближающейся смерти. Возможно абстрактное присутствие мужского начала, орнаментальной фаллической формы, также следует понимать как выражение желания идентификации с женским началом, поскольку в таком случае в регрессивной утопии одновременно женского и естественного жизненного цикла содержательно и формально главенствует мужская доминанта. Возможно, тому же желанию идентификации служит и другая постоянная тема Климта — бесполой гармонии, выраженная в картине в образе материнства. Ожиданию ребёнка в творчестве Климта посвящено два полотна — «Надежда I» и «Надежда II», беременная женщина была изображена также и на факультетской картине «Медицина». Представление о жизни без половых различий и в детской неосознанности в «Трёх возрастах женщины» контрастирует с пессимистическим, почти предсмертным отражением.